# Brevistoma gallagheri
Brevistoma gallagheri is een insect uit de familie van de Nemopteridae, die tot de orde netvleugeligen (Neuroptera) behoort. 
Brevistoma gallagheri is voor het eerst wetenschappelijk beschreven door Hölzel in 1999.